# Чежња
„Чежња” је југословенски кратки филм из 1958. године. Режирао га је Марко Бабац који је написао и сценарио.

## Улоге
| Глумац     | Улога |
| ---------- | ----- |
| Петар Лупа |       |